# A Tale of the Ragged Mountains

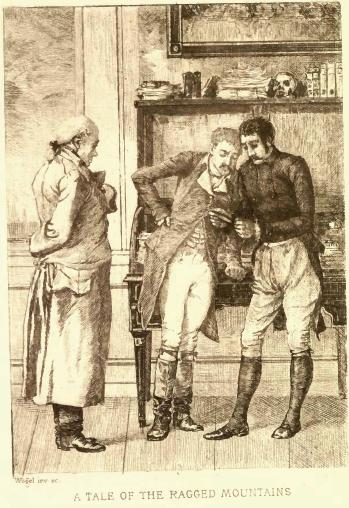
Illustration der Erzählung

A Tale of the Ragged Mountains (Eine Geschichte aus den Ragged Mountains) ist der Titel einer Kurzgeschichte des amerikanischen Schriftstellers Edgar Allan Poe, die im April 1844 in Godey’s Lady’s Book erschien und Abenteuer- mit Science-Fiction-Elementen verbindet.
Wie in seinen Erzählungen Mesmeric Revelation und Die Tatsachen im Fall Waldemar umkreist Poe die in der schwarzen Romantik beliebten Sujets wie Mesmerismus und Seelenwanderung.

## Inhalt
Der namenlose Ich-Erzähler stellt einen eigentümlichen Charakter vor, Herrn Augustus Bedloe, den er in Charlottesville kennengelernt hat.
Mit seiner großen und hageren Gestalt, dem bleichen Teint, den katzenhaft runden Augen und dem starren, schwermütigen Lächeln erweckt er die Neugier des Erzählers, der ihn manchmal für jung, dann wieder für greisenhaft alt hält.
Bedloe erklärt sein für ihn selbst peinliches exzentrisches Wesen mit einer Neuralgie, die seit einigen Jahren von Dr. Templeton behandelt werde, einem Anhänger des Mesmerismus. Gegen eine große Geldsumme hatte der Arzt sich bereit erklärt, seine Kunst ausschließlich in den Dienst des wohlhabenden Kranken zu stellen und sich über die Jahre dessen Vertrauen erworben, auf dem die Heilungserfolge beruhten. Dank einer „magnetische(n) Beziehung“ war es ihm nach einigen Versuchen gelungen, Bedloe hypnotisch in den Schlaf zu versetzen.
Die Empfindsamkeit und Einbildungskraft Bedloes werden durch Morphium verstärkt, das er bereits zum Frühstück zu sich nimmt, um dann durch die hügelige Landschaft west- und südwestlich von Charlottesville zu wandern.
An einem trüben Novembertag kommt er unerwartet spät, in leicht gehobener Stimmung von einer Wanderung zurück und erzählt den bereits ungeduldig Wartenden eine seltsame Geschichte:
Gegen zehn Uhr erreichte er eine ihm unbekannte Schlucht, deren „Ödnis und Verlassenheit“ ihn berührten. Durch den schweren Nebel des Indianersommers konnte er den gewundenen Pfad nur über kurze Distanz erkennen und verlor bald die Orientierung. Die betörende Wirkung des Morphiums vertiefte die Sinnesreize der Außenwelt und überflutete ihn mit Gedanken, denen er sich überließ und stundenlang durch den Nebel wanderte. Irgendwann beschlichen ihn Ängste vor einem jähen Abgrund und einer in Höhlen hausenden Menschenrasse.
Da vernahm er ein Trommeln und rasselnde Geräusche, eine Hyäne jagte einem „dunkelgesichtige(n) und halbnackte(n) Mann“ hinterher, und im Schatten eines Baumes pausierend wunderte er sich, dass es sich um eine Palme handelte. Am Fuße eines großen Berges stehend, sah er weit unten eine orientalisch anmutende Stadt wie aus Tausendundeiner Nacht an einem Flusse liegen. Während er das Labyrinth aus „Balkonen, Veranden, Nischen, phantastisch geschnitzten Erkern“, Moscheen und Minaretten überblickte und das Gewimmel in den Straßen wahrnahm, wusste er, dass er nicht träumte, hatte doch schon Novalis erkannt, dass wir erwachen, „wenn wir träumen, daß wir träumen.“

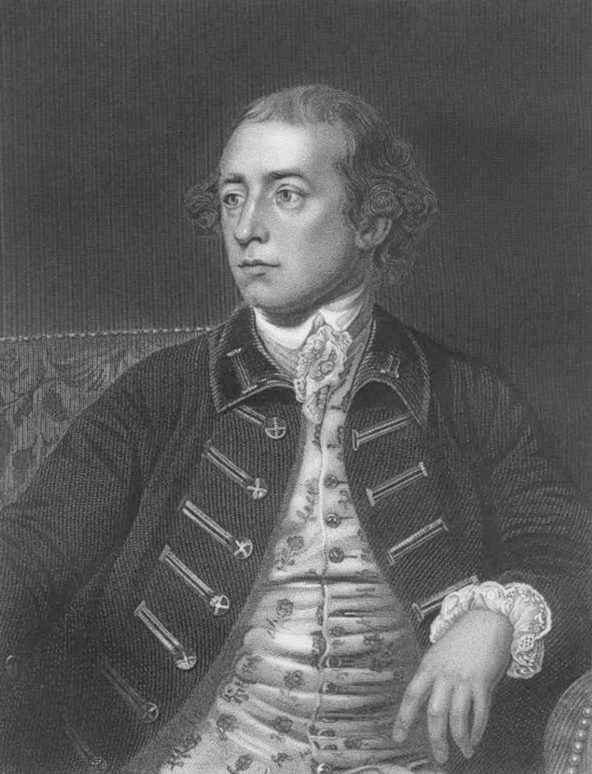
Warren Hastings

Seinen Widerwillen überwindend begab er sich hinunter in die Stadt und fand sich bald inmitten eines Tumults, in dem sich eine kleine, von britischen Soldaten befehligte Gruppe gegen den „Pöbel“ zur Wehr setzte. Er schloss sich der schwächeren Partei an, mit der er bald zurückweichen musste und Zuflucht in einer Art Kiosk fand, von wo aus er einen „weibisch furchtsam anmutende(n) Mann“ erblickte, der sich aus einem Fenster des umzingelten Palasts herabließ und entkommen konnte. Mit „zündenden Worten“ überzeugte er seine Kameraden, einen Ausbruch zu wagen. Zwar konnten sie die Aufständischen überraschen und etwas zurückdrängen, wurden aber durch die schiere Übermacht bedrängt und mit vergifteten Pfeilen attackiert, deren Schlangenform ihn an die Kris der Malaien erinnerte. Da wurde er von einem Pfeil in die rechte Schläfe getroffen – und starb.
Aus lichter Höhe sah er seinen entstellten Leichnam, schwebte zurück und erhielt an der Stelle, wo er die Hyäne erblickt hatte, die Schwere seines Körpers wieder.
Mit feierlichem Ernst bestätigt Dr. Templeton, dass Bedloe nicht geträumt habe und reicht ein Porträt herum. Nur Bedloe reagiert schockiert auf das Bild, das seine eigenen Züge zeigt, aber von einem Freund des Arztes, einem Mr. Oldeb, stammen soll, der 1780 verstorben sei.
Die morgenländische Stadt sei Benares am Ganges gewesen, in der Warren Hastings, Generalgouverneur und Vizekönig Britisch-Ostindiens bei einem Aufstand Cheyte Sings in Bedrängnis geraten sei, während es sich bei der kleinen Gruppe um britische Offiziere und Sepoys unter Hastings Führung gehandelt habe. Templeton selbst habe zu dieser Gruppe gehört und den Ausbruch des Offiziers Oldeb zu verhindern versucht. Just zu dem Zeitpunkt der Abenteuer Bedloes habe er die Geschichte zu Papier gebracht.
Eine Woche später erscheint die Nachricht vom Tode Bedlos in der Zeitung. Der von Neuralgie gepeinigte Mann habe sich bei einem Ausflug in die Rauhen Bergen erkältet und sei bei einem von Templeton durchgeführten Aderlass durch ein Unglück gestorben. Es stellte sich heraus, dass sich zwischen den Blutegeln ein giftiger, meist durch seine schlangenartigen Bewegungen erkennbarer Wurm befand, der sich an einer Arterie der rechten Schläfe festgesaugt hatte. Der Herausgeber erklärt, dass der Name tatsächlich Bedlo, nicht Bedloe geschrieben werde. So also, murmelt der Erzähler, ist Bedlo nichts anderes als „ein umgekehrtes Oldeb“.

## Hintergrund
Das Werk fällt in eine recht intensive Schaffenszeit Poes. So entstanden bis Mai 1844 zahlreiche Kurzgeschichten und sein Gedicht Dream-Land, das im Juni 1844 veröffentlicht wurde. Poe beschäftigte sich mit unterschiedlichen geistes- und naturwissenschaftlichen Themen, las philosophische Schriften und vertiefte sich in die Theosophie Emanuel Swedenborgs. Sein intensiver Forschungstrieb führte ihn zur Kryptographie und zum Animalischen Magnetismus, der damals praktiziert wurde.

### Mesmerismus

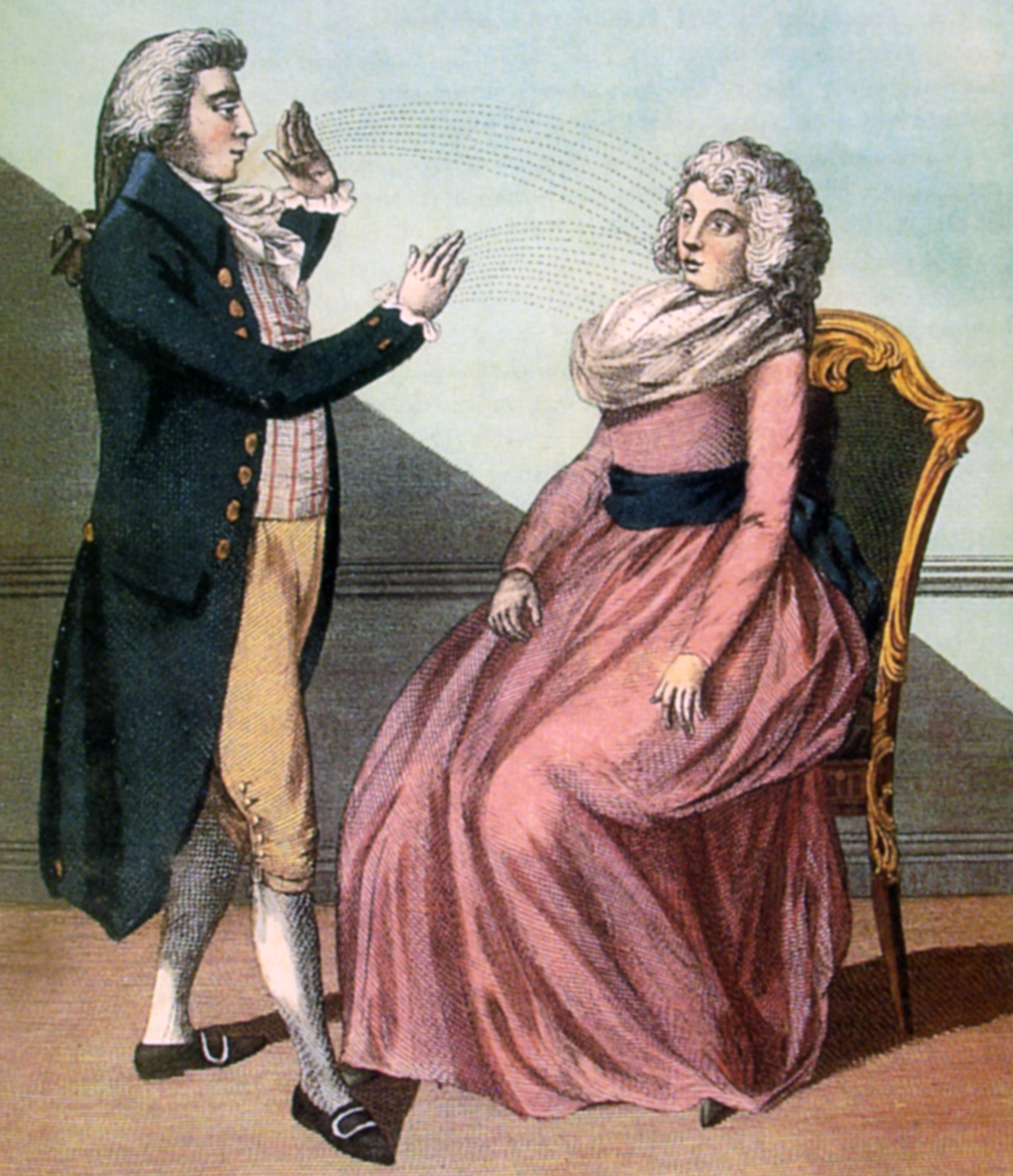
Mesmersche Therapie

Hierbei handelte es sich um eine nach Franz Anton Mesmer bezeichnete Anschauung, mit der hypnotische Zustände gedeutet wurden. Mesmer hatte sie zunächst durch magnetische Stäbe erzeugt, konnte sie später allerdings auch durch das Streichen mit bloßen Händen erreichen.
In jener Zeit wurden zahlreiche einschlägige Schriften veröffentlicht und davon berichtet, wie Ärzte mit der mesmerischen Kunst Nervenleiden erfolgreich behandeln konnten. Charles P. Johnson ging in einer Abhandlung auf die besondere Beziehung zwischen Arzt und Patient ein, die Poe in seiner Erzählung gleich am Anfang unterstreicht. „Um erfolgreich wirken zu können, muß er [der Arzt] sich zu der Person, die seine Behandlung erbittet, hingezogen fühlen, an ihr interessiert sein und den Wunsch und die Hoffnung haben, sie zu heilen oder ihr zumindest Erleichterung zu verschaffen. Sobald er sich entschieden hat, was nie leichtfertig geschehen darf, sollte er den Magnetisierten als Bruder betrachten – als Freund.“
Wurde der Mesmerismus von Immanuel Kant auf eine Stufe mit Bauchrednern und Schwarzkünstlern gestellt und von der auf Newton folgenden Naturtheorie überwiegend ignoriert, griff die schwarzen Romantik ihn auf.
Selbst Philosophen des Deutschen Idealismus befassten sich mit der Strömung. Nach Schelling konnten Menschen im magnetischen Schlaf „zur höchsten innern Klarheit und einem Bewußtseyn ihrer selbst“ vordringen. Fichte sprach von einer „Physicirung des Idealismus“, die den „ganzen Gedanken des Idealismus klarer zu machen“ in der Lage wäre, während Hegel Möglichkeiten aber auch Risiken des Mesmerismus erkannte. Zwar könne der „schlafhaft magnetische(n) Zustand“ den zerrissenen Menschen mit sich selbst vereinen; die Spaltung der Person könne allerdings auch zu weit führen und sich krankhaft verfestigen.

### Einflüsse
Obwohl die eigentlich übernatürlichen Elemente in Poes Erzählungen überschaubar sind, gilt er als einer der bedeutendsten Erzähler der amerikanischen phantastischen Literatur. Anders als sein bekannter Ausspruch, der Schrecken komme nicht aus Deutschland, sondern aus der Seele, vermuten lässt, stand sein Werk unter dem deutlichen Einfluss der romantischen Literatur Deutschlands.
So findet sich das beliebte Motiv des Doppelgängers in Adelbert von Chamissos Peter Schlemihls wundersame Geschichte und Werken E. T. A. Hoffmanns, der Poe wie kein anderer Dichter beeinflusste und ein herausragender Repräsentant dieses Genres war. In seinem Roman Die Elixiere des Teufels und der Erzählung Die Abenteuer der Silvesternacht spielt das Motiv ebenso eine Rolle wie in Poes William Wilson.
Der immense Einfluss Hoffmanns zeigt sich gerade in der Geschichte aus den rauhen Bergen, stellte Hoffmann in Der Magnetiseur mit dem Charakter Alban doch jemanden vor, der sich des tierischen Magnetismus ebenfalls bediente, um zu heilen.
Die Informationen über Warren Hastings und die historischen Hintergründe des Aufstandes in Benares bezog Poe aus
Thomas Babington Macaulays Rezension des Buches The life of Warren Hastings von George Robert Gleig sowie aus Hastings Memoiren selbst, in denen die Kämpfe beschrieben werden, die allerdings nicht – wie bei Poe – zum Tode des Lieutenants führten.
Eine weitere Quelle war Sir William Temples 1690 erschienene Abhandlung Of Ancient and Modern Learning, in der er den hinduistischen Glauben an eine unsterbliche Seele, die sich nach dem Tode des Trägers in einem anderen Wesen manifestiert, mit platonischen Vorstellungen verband.
Die Gedanken Novalis’ finden sich in seinem Denkspruch Nr. 121 aus den Paralipomena zum Blüthenstaub und wurden von Poe vermutlich aus einem Essay Thomas Carlyles zitiert. Bereits 1842 hatte er Worte des Dichters als Motto für seine Erzählung Das Geheimnis der Marie Rogêt verwendet.

## Ausgaben
- A Tale of the Ragged Mountains. In: Mystery Tales of⁠ ⁠Edgar Allan Poe. A. L. Burt, New York 1907, S. 214–226; Volltext (Wikisource).

## Deutsche Übersetzungen (Auswahl)
- 1861: unbekannter Übersetzer: Eine Erzählung aus den „Ragged Mountains“. Scheible, Stuttgart.
- 1886: unbekannter Übersetzer: Eine Erzählung aus den „Ragged Mountains“. In: Der Salon für Literatur, Kunst und Gesellschaft, Leipzig.
- 1901: Hedda Moeller und Hedwig Lachmann: In den Bergen. J.C.C. Bruns, Minden.
- 1908: Bodo Wildberg: Eine Geschichte aus den Rauhen Bergen. Die Bücher des Deutschen Hauses, Berlin.
- 1909: unbekannter Übersetzer: Eine Erzählung aus den Ragged Mountains. Propyläen Verlag, München.
- ca. 1920: Herman Eiler: Eine Erzählung aus den „Zerklüfteten Bergen“. A. Weichert, Berlin.
- 1922: Gisela Etzel: Eine Erzählung aus den Ragged Mountains. Propyläen, München.
- 1922: M. Bretschneider: Im Felsengebirge. Rösl & Cie., München.
- 1923: Wilhelm Cremer: Eine Geschichte aus dem Felsengebirge. Verlag der Schiller-Buchhandlung, Berlin.
- ca. 1925: Bernhard Bernson: Ein Erlebnis in den Ragged Mountains. Josef Singer Verlag, Straßburg.
- um 1930: Fanny Fitting: In den Bergen. Fikentscher, Leipzig.
- 1945: Marlies Wettstein: Erlebnis im Gebirge. Artemis, Zürich.
- 1947: Wolf Durian: Erlebnis im Gebirge. Ullstein, Wien.
- 1964: Hans Küfner: Eine Geschichte aus den Rauhen Bergen. Arena Verlag, Würzburg.
- 1966: Hans Wollschläger: Eine Geschichte aus den Rauhen Bergen. Walter Verlag, Freiburg i. Br.
- 1989: Sylvia Böcking: Eine Geschichte vom Felsengebirge. Reclams Universal-Bibliothek, Stuttgart.
- 1989: Heide Steiner: Eine Geschichte aus den Ragged Mountains. Insel-Verlag, Leipzig.
- 2017: Andreas Nohl: Eine Geschichte aus den Ragged Mountains. dtv, München.